# Данилов, Василий Васильевич
Василий Васильевич Данилов (1922, Мартыново, Новосибирская область — ?) — токарь Новосибирского завода низковольтной аппаратуры, Герой Социалистического Труда (1971).

## Биография
Родился 12 января 1922 года в селе Мартыново (в настоящее время — Усть-Таркский район Новосибирской области). Окончил семилетнюю школу.
В 1939—1940 годах — подсобный рабочий на Центральном телеграфе Новосибирска. С мая 1940 по 1942 год работал на комбинате № 179.
С 10 мая 1942 по 30 марта 1982 года токарь — задельщик сложного фигурного инструмента в инструментальном производстве цеха № 9 на заводе № 188 (п/я 161, Новосибирский завод низковольтной аппаратуры имени 50-летия СССР, сейчас — ЗАО «Новосибирский патронный завод»). Освоил также профессии заточника, шлифовщика, слесаря-инструментальщика.
Перевыполнял нормы выработки, задания пятилеток выполнял за три года.
Указом Президиума Верховного Совета СССР от 26 апреля 1971 года за выдающиеся успехи в выполнении плана восьмой пятилетки присвоено звание Героя Социалистического Труда.
После выхода на пенсию жил в Новосибирске. Похоронен на Заельцовском кладбище.